# Gibraltar United F.C.
Gibraltar United F.C. er en fodboldklub fra Gibraltar. Klubben spiller deres hjemmekampe på Victoria Stadium hvor der er plads til 2.000 tilskuere.
Gibraltar United F.C. blev grundlagt i 1943. I 2011 fusionerede de med Lions Gibraltar F.C.. I 2014 blev klubben igen selvstændig.

## Historiske slutplaceringer
| Sæson   | Niveau | Liga             | Placering | Kilde | Notering  |
| ------- | ------ | ---------------- | --------- | ----- | --------- |
| 2014/15 | 2.     | Second Division  | 1.        | [ 1 ] | Stigning  |
| 2015/16 | 1.     | Premier Division | 8.        | [ 2 ] |           |
| 2016/17 | 1.     | Premier Division | 7.        | [ 3 ] |           |
| 2017/18 | 1.     | Premier Division | 4.        | [ 4 ] |           |
| 2018/19 | 1.     | Premier Division | 6.        | [ 5 ] |           |
|         |        |                  |           |       |           |
| 2019/20 | 1.     | National League  | x.        |       | Konkursin |